# Reprezentacja Holandii na Mistrzostwach Świata w Wioślarstwie 2009
Reprezentacja Holandii na Mistrzostwach Świata w Wioślarstwie 2009 liczyła 36 sportowców. Najlepszym wynikiem było 1. miejsce w czwórce bez sternika kobiet.

## Medale

### Złote medale
czwórka bez sternika (W4-): Chantal Achterberg, Nienke Kingma, Carline Bouw, Femke Dekker

### Srebrne medale
Brak

### Brązowe medale
ósemka (M8+): Meindert Klem, Robert Luecken, David Kuiper, Jozef Klaassen, Olivier Siegelaar, Mitchel Steenman, Olaf van Andel, Diederik Simon, Peter Wiersum
ósemka (W8+): Nienke Groen, Claudia Belderbos, Jacobine Veenhoven, Sytske De Groot, Chantal Achterberg, Nienke Kingma, Carline Bouw, Femke Dekker, Anne Schellekens
ósemka wagi lekkiej (LM8+): Thom van den Anker, Diederick van den Bouwhuijsen, Maarten Tromp, Jolmer van der Sluis, Stijn Verwey, Rutger Bruil, Dion Van Schie, Joeri Bruschinski, Ryan Den Drijver

## Wyniki

### Konkurencje mężczyzn
- jedynka wagi lekkiej (LM1x): Jaap Schouten – 7. miejsce
- czwórka bez sternika wagi lekkiej (LM4-): Vincent Muda, Roeland Lievens, Timothee Heijbrock, Tycho Muda – 6. miejsce
- ósemka (M8+): Meindert Klem, Robert Luecken, David Kuiper, Jozef Klaassen, Olivier Siegelaar, Mitchel Steenman, Olaf van Andel, Diederik Simon, Peter Wiersum – 3. miejsce
- ósemka wagi lekkiej (LM8+): Thom van den Anker, Diederick van den Bouwhuijsen, Maarten Tromp, Jolmer van der Sluis, Stijn Verwey, Rutger Bruil, Dion Van Schie, Joeri Bruschinski, Ryan Den Drijver – 3. miejsce

### Konkurencje kobiet
- dwójka bez sternika (W2-): Wianca Van Dorp, Olivia Van Rooijen – 14. miejsce
- dwójka podwójna wagi lekkiej (LW2x): Rianne Sigmond, Maaike Head – 9. miejsce
- czwórka bez sternika (W4-): Chantal Achterberg, Nienke Kingma, Carline Bouw, Femke Dekker – 1. miejsce
- ósemka (W8+): Nienke Groen, Claudia Belderbos, Jacobine Veenhoven, Sytske De Groot, Chantal Achterberg, Nienke Kingma, Carline Bouw, Femke Dekker, Anne Schellekens – 3. miejsce